# Draumr Þorsteins Síðu-Hallssonar
No confundir con Þorsteins þáttr Síðu-Hallssonar
Draumr Þorsteins Síðu-Hallssonar es una historia corta islandesa (þáttr) que trata sobre un thrall (esclavo) llamado Gilli de origen irlandés que una noche mata a su amo Þorsteinn Síðu-Hallsson, hijo de Síðu-Hallur, con el fin de vengarse por haber sido castrado por orden de Þorsteinn. Fue escrita hacia finales del siglo XIII.

## Sinopsis
Durante un sueño mientras dormía, a Þorsteinn se le aparecen tres mujeres que le advierten que su esclavo Gilli está dispuesto a vengarse por haber sido castrado. Ellas le aconsejan matarlo, pero el esclavo se escondió. Las dos noches siguientes tiene el mismo sueño y le pronostican su muerte y la de su hijo. La noche siguiente Gilli degüella a Þorsteinn mientras dormía, pero es capturado, torturado hasta la muerte y su cuerpo lanzado a un pantano. 